# The Individuated Hobbit
The Individuated Hobbit: Jung, Tolkien, and the Archetypes of Middle-Earth (El hobbit individuado: Jung, Tolkien y los arquetipos de la Tierra Media) (1979) es un estudio crítico de las obras de J. R. R. Tolkien realizado por Timothy R. O'Neill. Está escrito desde una perspectiva junguiana, con especial énfasis en los arquetipos junguianos.

## Sinopsis
En el prefacio, O’Neill declaró que su inspiración para escribir este libro nació como una refutación a los intentos de algunos académicos de analizar las obras de J. R. R. Tolkien desde una perspectiva freudiana.: x–xi 
O’Neill dedica los dos primeros capítulos para explicar conceptos clave de la teoría junguiana, así como del psicoanálisis y el humanismo, proporcionando a los lectores un conocimiento práctico de las teorías relevantes sobre la personalidad antes de sumergirse en el contenido de las novelas de Tolkien.: xii–xiii 
Los siguientes capítulos se centran en aplicar las teorías antes mencionadas a personajes ficticios destacados de la Tierra Media de Tolkien y en conectar sus personalidades con los arquetipos junguianos. O’Neill sostiene que numerosos personajes, como Frodo Bolsón, exhiben el concepto filosófico de la autorrealización.: 86  Además, conecta a Gandalf, Beorn y Gollum con los arquetipos del viejo sabio,: 91–92  el sí-mismo: 114–116  y la sombra,: 133  respectivamente.
El capítulo final analiza los arquetipos en relación con la alegoría. Aunque O’Neill reconoce que a Tolkien no le gustaban las alegorías, sostiene que tal vez Tolkien se vio influido involuntariamente por elementos de la teoría junguiana, lo que significa que los estudios alegóricos de El Señor de los Anillos y otras obras de Tolkien no son necesariamente infructuosos.: 153–154 

## Recepción
Christopher Vaccaro, editor de The Body in Tolkien's Legendarium, calificó el libro como "una lectura junguiana convincente e influyente" (2013).
El experto en Tolkien Thomas Honegger lo calificó como "la obra de referencia insuperable sobre el tema" (2019).